# Чорна Меза
Дослідницький центр Чорна Меза (також просто Чорна Меза) — це вигаданий підземний лабораторний комплекс, що слугує основним місцем дії відеогри Half-Life та її доповнень, а також її ремейку — Black Mesa. Він також є частиною всесвіту Half-Life, включаючи серію Portal. Розташований у пустелі Нью-Мексико на колишньому ракетному полігоні часів холодної війни, він є колишнім місцем роботи головного героя Half-Life, Ґордона Фрімена, фізика-теоретика, а також конкурентом Aperture Science. Хоча об'єкт нібито проводить військово-промислові дослідження, його секретні експерименти з телепортації призвели до контакту з іншопланетним світом Зен, і вчені таємно вивчають його форми життя і матеріали. Експеримент з антимас-спектрометром, проведений на матеріалів із Зену, спричиняє Каскадний Резонанс, який дозволяє прибульцям вторгнутися на Землю, і є каталізатором подій серії ігор.
Half-Life була високо оцінена критиками як за сюжет, так і за дизайн рівнів. На той час інтеграція наративу у вигляді кат-сцен та неігрових персонажів вважалася новаторською для шутера від першої особи.

## Вміст рівнів

### Half-Life

Тестова камера з антимас-спектрометром під час випробування, що спричинило Каскадний Резонанс.

У розділі «Black Mesa Inbound» (Прибуття в Чорну Мезу) гравець керує Ґордоном Фріменом, що прибуває на об'єкт на монорейковому потязі, де помічає G-Man'a у сусідньому поїзді. Після прибуття Ґордон потрапляє в лабораторію аномальних матеріалів, де на той час відбувся масштабний збій у системі. Він одягає свій захисний костюм, після чого заходить у випробувальну камеру. Під час експерименту з кристалом, добутим у Зені, відбувається перевантаження обладнання, що призводить до Каскадного Резонансу. Після аварії Фрімену доводиться тікати зі зруйнованої камери. У «Unforeseen Consequences» (Непередбачувані наслідки) Фрімен повертається до лабораторії аномальних матеріалів, пробиваючись крізь прибульців, які почали раптово з'являтися з порталів, що відкриваються у випадкових місцях. Потім він пробирається через офісний комплекс.
У розділі «We've Got Hostiles» (У нас вороги) Фрімен стикається з підрозділом, призначеним для ведення боїв у небезпечних середовищах (HECU) — спецпідрозділом морської піхоти США, який був надісланий, щоби приховати наслідки катастрофи, ліквідувавши весь вцілілий персонал Чорної Мези. Він подорожує через низку складських приміщень часів холодної війни, щоб дістатися до поверхні. Рятуючись від гелікоптера V-22 Osprey, він повертається під землю в іншому місці, де зустрічає одного з вцілілих вчених, який каже, що зупинити катастрофу можуть у комплексі Лямбда. У «Blast Pit» (Вибухова вирва) він повинен знищити інопланетного тентакла, що з'явився з-під силосу для ядерних відходів. Після успішного знищення тентакла за допомогою ракетного двигуна, в «Power Up» (Підключення живлення) Фрімен повинен вбити прибульця Ґарґантюа, заманивши його в кімнату з гігантськими котушками Тесли. Потім він рухається підземними залізничними тунелями в «On a Rail» (По рейках), та врешті-решт запускає ракету з супутником, який може визначити масштаби катастрофи та ліквідувати її.
У «Apprehension» (Затримання) Фрімен пробирається через затоплені кімнати, наповнені водними прибульцями, яких називають іхтіозаврами. Однак його ловлять морські піхотинці HECU і кидають у сміттєвий прес. Йому вдається втекти, і він проникає на сміттєпереробний завод. У «Questionable Ethics» (Сумнівна етика) Фрімен натрапляє на секретну частину Чорної Мези, яка вивчає іншопланетян. У «Surface Tension» (Поверхневий натяг) Фрімен перетинає греблю гідроелектростанції, знищивши гелікоптер  Boeing AH-64 Apache та продовжуючи свій шлях до комплексу Лямбда. У «Forget About Freeman!» (Забудьте про Фрімена!) Фрімен пробирається крізь протистояння між прибульцями та військовими, щоб дістатися комплексу Лямбда. У «Lambda Core» (Ядро Лямбда) Ґордон заливає ядерний реактор комплексу охолоджувальною рідиною, відбиваючись від прибульців на своєму шляху. Пробираючись крізь лабіринт телепортів у лабораторії телепортації, він нарешті потрапляє до гігантської телепортаційної камери, яка відправляє його до Зену, завершуючи частину гри в Чорній Мезі.

## Розробка
Сценарист серії Марк Лейдлоу (Marc Laidlaw) спочатку задумав Чорну Мезу і перебрав безліч потенційних назв, перш ніж зупинився на остаточній, серед яких були «Ракетна база Блек Батт», «Рівнини Діабло» і «Діабло Меза». У Half-Life 2: Raising the Bar він зізнався, що радий, що його остаточним вибором став дослідницький центр Чорна Меза, а не « Блек Батт». Теми науки і жахів Чорної Мези були частково натхненні епізодом «The Borderland», серіалу «The Outer Limits», який зосереджувався на команді вчених, які маніпулювали магнітними полями, щоб увійти в четвертий вимір.
Сцена з монорейкою, яка знайомить гравця з об'єктом Чорна Меза, спочатку була задумана як технічна демонстрація. Лейдлоу розповів, що коли програміст реалізував новий тип ігрових об'єктів під назвою «func_tracktrain», який дозволяв потягам розгалужуватися на різні колії, а також розвертатися і повертатися, він вирішив включити потяг в історію гри. Сам шлях монорельсової дороги складається з шести файлів мап без окремих екранів завантаження, з додаванням коридорів як перехідних зон, щоб створити ілюзію послідовного проходження рівнів.
Послідовність катастроф у тестовій камері була створена за одні вихідні розробниками Джоном Гатрі та Келлі Бейлі, які працювали 48 годин поспіль без сну, що в кінцевому підсумку захопило всіх в офісі, коли вони побачили і зіграли наступного понеділка.

## Реакції
Початкова сцена монорейкової дороги стала відомою завдяки тому, що дозволила гравцеві вільно ходити по вагону і дивитися на все, що він бажає, замість того, щоб бути прикутим до місця. Серед інших сценарних подій, які відзначилися тим, що дозволяли гравцеві зберігати повний контроль, — сцена Каскадного Резонансу.
Дизайн Чорної Мези був охарактеризований критиками як «буденний» і такий, що представляє «буденність», однак дизайнери також наділили корпоративне середовище «жахливим потенціалом», зробивши так, що прибульці можуть з'являтись навіть у, здавалося б, порожніх приміщеннях. Це створює численні потенційні місця для засідок. Візуальний дизайн був названий антиутопічним, з великою кількістю твердотільного обладнання, більшість з якого була несправною або в аварійному стані ще до вторгнення інопланетян. Сцени в «Чорній Мезі» були описані як «промисловий безлад» і «збожеволівша бюрократія», а сам об'єкт був названий «поєднанням усіх надсекретних військово-наукових установок, коли-небудь створених або вигаданих».
Каскадний Резонанс у Чорній Мезі був відзначений як метафора того, як лабораторія дестабілізує різницю між «внутрішнім» і «зовнішнім». Експерименти з телепортації призвели до того, що особливості Чорної Мези були відтворені на «планеті в цілому».